# Горка (Кіровський район)
Го́рка (рос. Горка) — село в Кіровському районі Ленінградської області, Росія.